# Žvakaća guma
Žvakaća guma, guma za žvakanje ili žvaka je vrsta slatkiša načinjena od gume ili sličnog elastičnog materijala namijenjenog žvakanju.
Tragovi predmeta slični žvakaćim gumama potječu još iz vremena neolitika, ali je žvakaća guma u svom modernom obliku stvorena u SAD-u u drugoj polovici 19. stoljeća. Američka vojska ju je u 20. stoljeću davala svom ljudstvu kao sredstvo za olakšanje napetosti, a odatle se proširila širom svijeta. Posebne vrste žvakaćih guma koriste se i u medicinske svrhe.
Neumjereno žvakanje može uzrokovati napetost u temporomandibularnom dijelu glave, gdje se čeljust spaja s lubanjom, a i umjetni zaslađivači iz glave mogu uzrokovati glavobolje u djece i pubertetlija. Prilikom žvakanja dolazi do gutanja viška zraka što uzrokuje napuhnutost, dok umjetni šećeri sorbitol i ksilitol uzrokuju stvaranje loših bakterija u crijevima, uzročnika zatvora, te ulazeći u krvotok izravno preko zubnih stjenki mogu uzrokovati zaraze, pa i proljev (dijareju) kod zdravih ljudi. Učestalo žvakanje može smanjiti izlučivanje sline, životno važne za razgradnju hrane u ustima.